# Kakukkhangú törpekuvik
A kakukkhangú törpekuvik (Glaucidium cuculoides) a madarak osztályának bagolyalakúak (Strigiformes) rendjéhez, a bagolyfélék (Strigidae) családjához tartozó faj.
A magyar név forrással nincs megerősítve.

## Előfordulása
Banglades, Bhután, Kambodzsa, Kína, Hongkong, India, Laosz, Mianmar, Nepál, Pakisztán, Thaiföld és Vietnám területén honos.

## Alfajai
- Glaucidium cuculoides austerum Ripley, 1948
- Glaucidium cuculoides bruegeli (Parrot, 1908)
- Glaucidium cuculoides cuculoides (Vigors, 1831)
- Glaucidium cuculoides deignani Ripley, 1948
- Glaucidium cuculoides delacouri Ripley, 1948
- Glaucidium cuculoides persimile Hartert, 1910
- Glaucidium cuculoides rufescens E. C. S. Baker, 1926
- Glaucidium cuculoides whitelyi (Blyth, 1867)

## Megjelenése
Testhossza 23 centiméter.

## Életmódja
Nappal kisebb madarakra, gyíkokra, békákra és rovarokra vadászik.